# Calculadores de Oxford

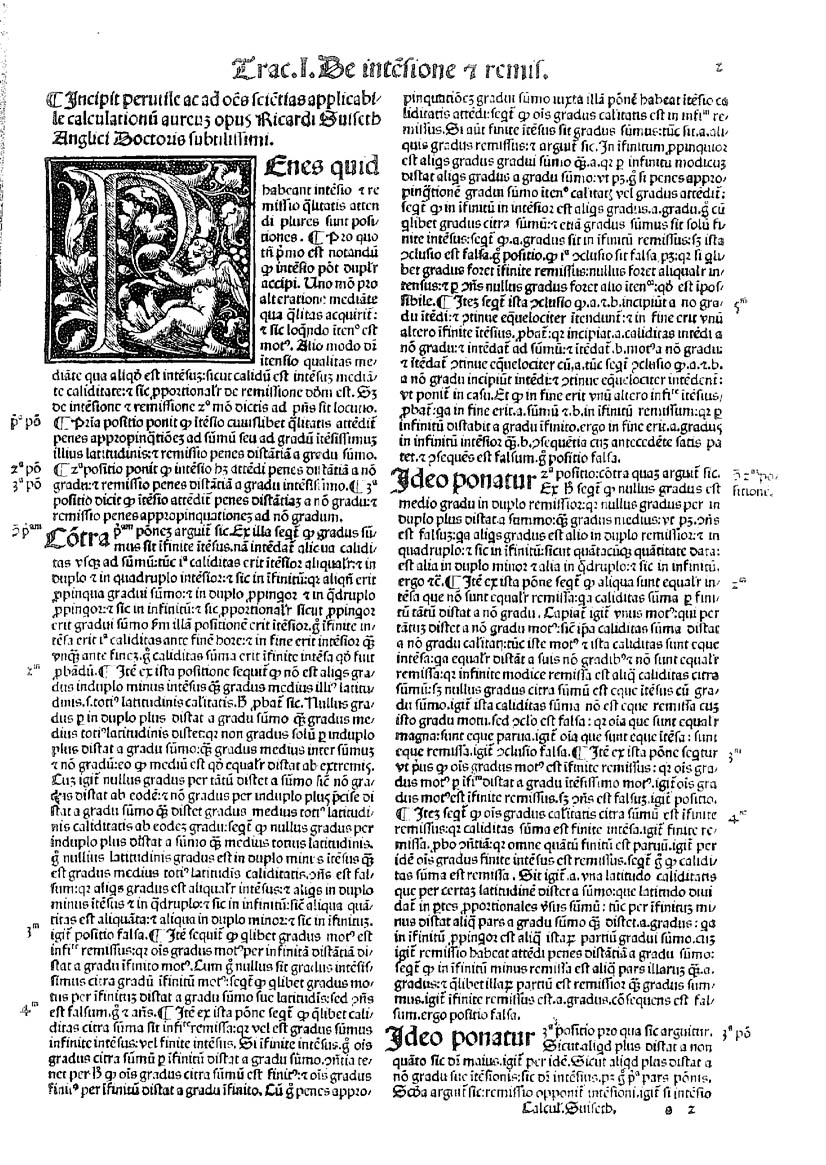
Richard Swineshead, Calculator, 1520

Os calculadores de Oxford foram um grupo de pensadores do século XIV, quase todos associados ao Merton College, Oxford; por esta razão foram apelidados de "Escola Merton". Esses homens adotaram uma abordagem surpreendentemente lógica e matemática dos problemas filosóficos. Os principais "calculadores", que escreveram no segundo quartel do século XIV, foram Thomas Bradwardine, William Heytesbury, Richard Swineshead e John Dumbleton. Utilizando os trabalhos ligeiramente anteriores de Walter Burley, Gerard de Bruxelas e Nicolau de Oresme, estes indivíduos expandiram os conceitos de 'latitudes' e a que aplicações do mundo real poderiam aplicá-los.

## Ciência
Os avanços que esses homens fizeram foram inicialmente puramente matemáticos, mas mais tarde tornaram-se relevantes para a mecânica. Usando a lógica e a física aristotélicas, eles estudaram e tentaram quantificar características físicas e observáveis como: calor, força, cor, densidade e luz. Aristóteles acreditava que apenas o comprimento e o movimento podiam ser quantificados. Mas eles usaram sua filosofia e provaram que ela era falsa ao serem capazes de calcular coisas como temperatura e potência. Eles desenvolveram o trabalho de Albatani sobre trigonometria e seu trabalho mais famoso foi o desenvolvimento do teorema da velocidade média (embora mais tarde tenha sido creditado a Galileu), que é conhecido como "A Lei dos Corpos em Queda". Embora tentassem quantificar estas características observáveis, os seus interesses residiam mais nos aspectos filosóficos e lógicos do que no mundo natural. Eles usaram números para discordar filosoficamente e provar o raciocínio de “por que” algo funcionou da maneira que funcionou e não apenas “como” algo funcionou da maneira que funcionou.
Os calculadores de Oxford distinguiram a cinemática da dinâmica, enfatizando a cinemática e investigando a velocidade instantânea. É através da compreensão da geometria e de como diferentes formas podem ser usadas para representar um corpo em movimento. Os calculadores relacionaram esses corpos em movimento relativo a formas geométricas e também entenderam que a área de um triângulo retângulo seria equivalente à de um retângulo se a altura do retângulo fosse metade da do triângulo. Foi isso que levou à formulação do que é conhecido como teorema da velocidade média. Uma definição básica do teorema da velocidade média é; um corpo que se move com velocidade constante percorrerá a mesma distância que um corpo acelerado no mesmo período de tempo, desde que o corpo com velocidade constante viaje à metade da soma das velocidades inicial e final do corpo acelerado. O movimento relativo, também conhecido como movimento local, pode ser definido como movimento relativo a outro objeto onde os valores de aceleração, velocidade e posição dependem de um ponto de referência predeterminado.
O físico matemático e historiador da ciência Clifford Truesdell escreveu:
As fontes agora publicadas provam-nos, sem qualquer contestação, que as principais propriedades cinemáticas dos movimentos uniformemente acelerados, ainda atribuídas a Galileu pelos textos de física, foram descobertas e provadas por estudiosos do Merton College. ... Em princípio, as qualidades do grego a física foi substituída, pelo menos no que diz respeito aos movimentos, pelas quantidades numéricas que governaram a ciência ocidental desde então. A obra foi rapidamente difundida em França, Itália e outras partes da Europa. Quase imediatamente, Giovanni di Casale e Nicole Oresme descobriram como representar os resultados por meio de gráficos geométricos , introduzindo a conexão entre a geometria e o mundo físico que se tornou um segundo hábito característico do pensamento ocidental...
No Tractatus de proportionibus (1328), Bradwardine estendeu a teoria das proporções de Eudoxo para antecipar o conceito de crescimento exponencial, desenvolvido posteriormente pelos Bernoulli e Euler, tendo os juros compostos como um caso especial. Os argumentos para o teorema da velocidade média (acima) requerem o conceito moderno de limite, então Bradwardine teve que usar argumentos de sua época. O matemático e historiador matemático Carl Boyer escreve: "Bradwardine desenvolveu a teoria boeciana da proporção dupla ou tripla ou, mais geralmente, o que chamaríamos de proporção de 'n-tupla".
Boyer também escreve que “os trabalhos de Bradwardine continham alguns fundamentos de trigonometria”. No entanto, "Bradwardine e seus colegas de Oxford não conseguiram chegar à ciência moderna." A ferramenta mais essencial que faltava era a álgebra.

## Latitude de formas
A latitude das formas é um tópico sobre o qual muitos dos calculadores de Oxford publicaram volumes. Desenvolvido por Nicole Orseme, uma “latitude” é um conceito abstrato de uma faixa cujas formas podem variar. Antes das latitudes serem introduzidas na mecânica, elas eram usadas nos campos médico e filosófico. Os autores médicos Galeno e Avicena podem receber o crédito pela origem do conceito. "Galeno diz, por exemplo, que existe uma latitude de saúde que é dividida em três partes, cada uma por sua vez tendo alguma latitude. Primeiro, há a latitude dos corpos saudáveis, em segundo lugar, a latitude de nenhuma saúde nem doença, e terceiro a latitude da doença.” Os calculadores tentaram medir e explicar essas mudanças na latitude de forma concreta e matemática. John Dumbleton discute as latitudes na Parte II e na Parte III de seu trabalho, a Summa. Ele critica os filósofos anteriores na Parte II, pois acredita que as latitudes são mensuráveis e quantificável e mais tarde na Parte III da Summa tenta usar latitudes para medir o movimento local. Roger Swineshead define cinco latitudes para o movimento local sendo: primeiro, a latitude do movimento local; segundo, a latitude da velocidade do movimento local; terceiro, a latitude da lentidão do movimento local; em quarto lugar, a latitude da aquisição da latitude do movimento local, e em quinto, a latitude da perda da latitude do movimento local. Cada uma dessas latitudes é infinita e é comparável à velocidade, aceleração e desaceleração do movimento local de um objeto.